# Ewen Sinclair-MacLagan

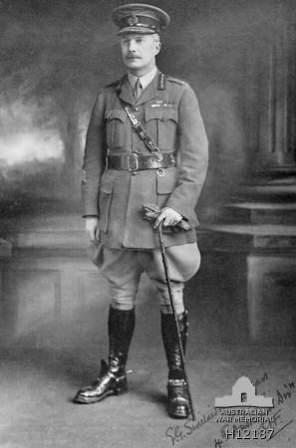
Ewen George Sinclair-Maclagan, 1914

Ewen George Sinclair-Maclagan (* 24. Dezember 1868 in Edinburgh; † 24. November 1948 in Dundee) war ein britisch-schottischer Major-General im Ersten Weltkrieg, zuletzt Kommandeur einer australischen Division an der Westfront.

## Leben
E. G. Sinclair-Maclagan wurde 1868 als Sohn von Robert Ewen Sinclair-Maclagan, Bankier in Glenquiech, Forfarshire, und seiner Frau Mary Alice, geborene Wall, geboren. Er wurde am Westward United Services College in North Devon ausgebildet und diente kurz in der Miliz, bevor er 1889 als Second Lieutenant im Border Regiment eingesetzt wurde.
Maclagan diente in Indien, einschließlich der Expedition nach Waziristan 1894–95, und wurde 1898 zum Captain befördert. 1899–1901 war er im Südafrikakrieg Adjutant des 1. Bataillons des Grenzregiments, befehligte eine Kompanie und wurde verwundet. Er wurde mentioned in dispatches und als Companion des Distinguished Service Order ausgezeichnet. Er wurde 1901 nach Australien versetzt, als dessen Streitkräfte von Major-General Sir Edward Hutton neu organisiert wurden, war er Adjutant der New South Wales Scottish Rifles und stellvertretender Generaladjutant von New South Wales.
Am 29. Januar 1902 heiratete Maclagan in der St. Andrew's Anglican Cathedral in Sydney Edith Kathleen, die Tochter von Major-General George French; das Paar hatten eine Tochter. In dieser Zeit lernte er Major-General William Bridges kennen, der einen tiefgreifenden Einfluss auf seine Karriere haben sollte. 1904 nahm Maclagan den Regimentsdienst in Großbritannien wieder auf. Er wurde 1908 zum Major befördert und zum Yorkshire Regiment versetzt.
Als General Bridges 1910 Personal für das (Royal) Military College in Duntroon rekrutierte, erhielt Maclagan den Rang eines Lieutenant-Colonel. Ihm oblag dann das gesamte Spektrum des Drills, des Trainings sowie der Verwaltung und die Aufrechterhaltung der Disziplin der auszubildenden Truppen. Als Bridges nach Ausbruch des Weltkrieges im August 1914 die 1. Division der Australian Imperial Force aufstellte, wählte er Maclagan zum Kommandeur der 3. Infanterie-Brigade. MacLagan war neben Bridges der einzige hochrangige Offizier der Division, der auch regulärer Soldat war. Bridges wandte sich infolge des Gallipoli-Feldzuges erneut an Maclagan, als er die Landung auf Gallipoli plante, und wählte die 3. Brigade zur Führung des Angriffs. Als erfahrener Infanterieoffizier erkannte Maclagan schnell die Gefahren bei der Bildung eines Brückenkopfes, für ihn war der Einsatz nur einer Brigade weder ausreichend noch zielführend. Sowohl Bridges als auch der Korpskommandeur, Lieutenant-General Sir William Birdwood hielten diese Einschätzung aber für zu pessimistisch, eine Ansicht, die auch bald vom eingesetzten Brigadier Charles Henry Brand überzeugend widerlegt wurde. Am 25. April 1915 landete Maclagan mit der zweiten Welle des 9. Bataillons und bahnte sich mit seinen Truppen den Weg zu einem Hügelkamm hoch, der fortan seinen Namen tragen sollte. Als er von dort weiter auf das Plugges Plateau aufklettern ließ, traf er Entscheidungen, von denen man später sagen konnte, dass diese den Brückenkopf stabilisiert hatten. Beeindruckt von der Entfernung zum Ziel und der Zerstreuung seiner Brigade über das große unwegsame Gebiet, befahl er den Bataillonen, sich auf dem näher gelegenen Second Ridge einzugraben. Um seine rechte Flanke abzusichern, befahl er der nachfolgenden Brigade entgegen Bridges Plan, dorthin vorzurücken. Er überredete General James Whiteside McCay, seine gesamte Brigade auf der rechten Seite einzusetzen. Diese Entscheidung gab der chaotischen und verzweifelten Situation neue Stabilität. Doch Maclagan war durch die Aktionen der ersten zwei Tagen so erschöpft, dass er auf Befehl von Bridges durch Lieutenant-Colonel Henry Normand MacLaurin abgelöst wurde. Nach kurzer Pause kehrte er zu seiner Brigade im südlichen Sektor von Anzac zurück, von wo er dann im August 1915 evakuiert wurde. Maclagan kehrte wegen einer Erkrankung erst im Januar 1916 zu seinen Truppen nach Ägypten zurück.
Mit seiner Brigade nahm Maclagan dann im Sommer 1916 in Nordfrankreich während der Schlacht an der Somme an den Kämpfen um Pozières und Mouquet Farm teil. Er gab das Kommando über die 3. Brigade im Dezember 1916 auf und befehligte von Januar bis Juli 1917 die AIF-Depots in Großbritannien. Im Juni wurde er dort zum Ausbildungsleiter ernannt.
Nachdem Major-General William Holmes im Juli 1917 bei Messines gefallen war, wurde Maclagan zum Major-General befördert und zum Kommandeur der 4. australischen Division ernannt, die zwischen April und Juli über 9000 Mann an Verstärkung erhalten hatte. Maclagan hatte wenig Zeit, seine Truppen nach den Strapazen der Dritten Flandernschlacht zu reorganisieren, aber seine Division bewährten sich bereits im September im Kampf um den Polygon Wood.
Im März–April 1918 half Maclagan, die deutsche Frühjahrsoffensive um Dernancourt und Villers-Bretonneux einzudämmen, und führte seine Angriffstruppe im Juli während der Schlacht von Hamel. Beim Angriff auf die Hindenburg-Linie am 18. September wurde seine Division hinter ihrem Ziel zurückgehalten. Maclagan ließ seine Männer ausruhen, schickte eine warme Mahlzeit nach vorne und nahm den Angriff erst um 23 Uhr wieder auf. Mitte September erhielt er das Kommando über eine ausgewählte Mission von 83 Offizieren und 127 Unteroffizieren der 1. und 4. Division, die Kommandeure und Stäbe des 2. amerikanischen Korps trainieren sollten, das sich darauf vorbereitete, die Hindenburg-Linie zusammen mit dem Australischen Korps anzugreifen. MacLagan wurde er zum Companion des Order of the Bath (1917) und zum Companion des Order of St Michael and St George (1919) ernannt, während der Kriegsjahre wurde er fünfmal in den Kriegsberichten erwähnt. Außerdem wurde er mit dem serbischen Orden des Weißen Adlers (3. Klasse), dem französischen Croix de Guerre sowie der amerikanischen Distinguished Service Medal ausgezeichnet.
Nach dem Krieg befehligte er von Juni 1919 bis Juni 1923 die schottische 51st (Highland) Division. Von 1923 bis 1938 war er Colonel des Border-Regiments und von 1933 bis 1938 Ehren-Colonel des 34. Bataillons der Australian Army. Er trat 1925 in den Ruhestand und lebte in Glenquiech, Forfarshire. Seine Frau starb 1928. Maclagan starb am 24. November 1948 im Haus seiner Tochter in Dundee.